# Banksia cuneata
Banksia cuneata, comúnmente conocida como "matchstick banksia" o "quairading", es una planta en peligro de extinción en la familia Proteaceae. 

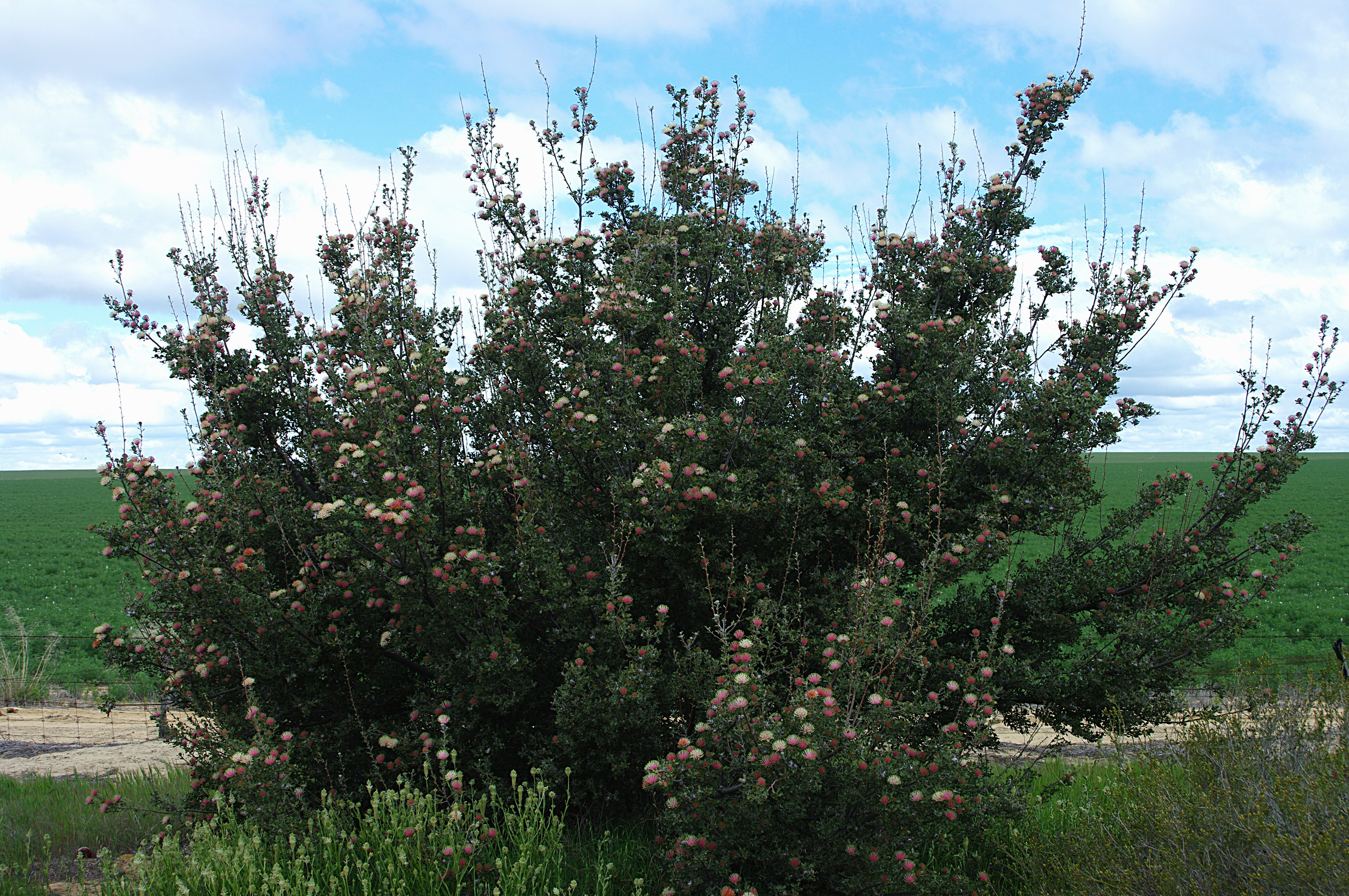
Vista de la planta

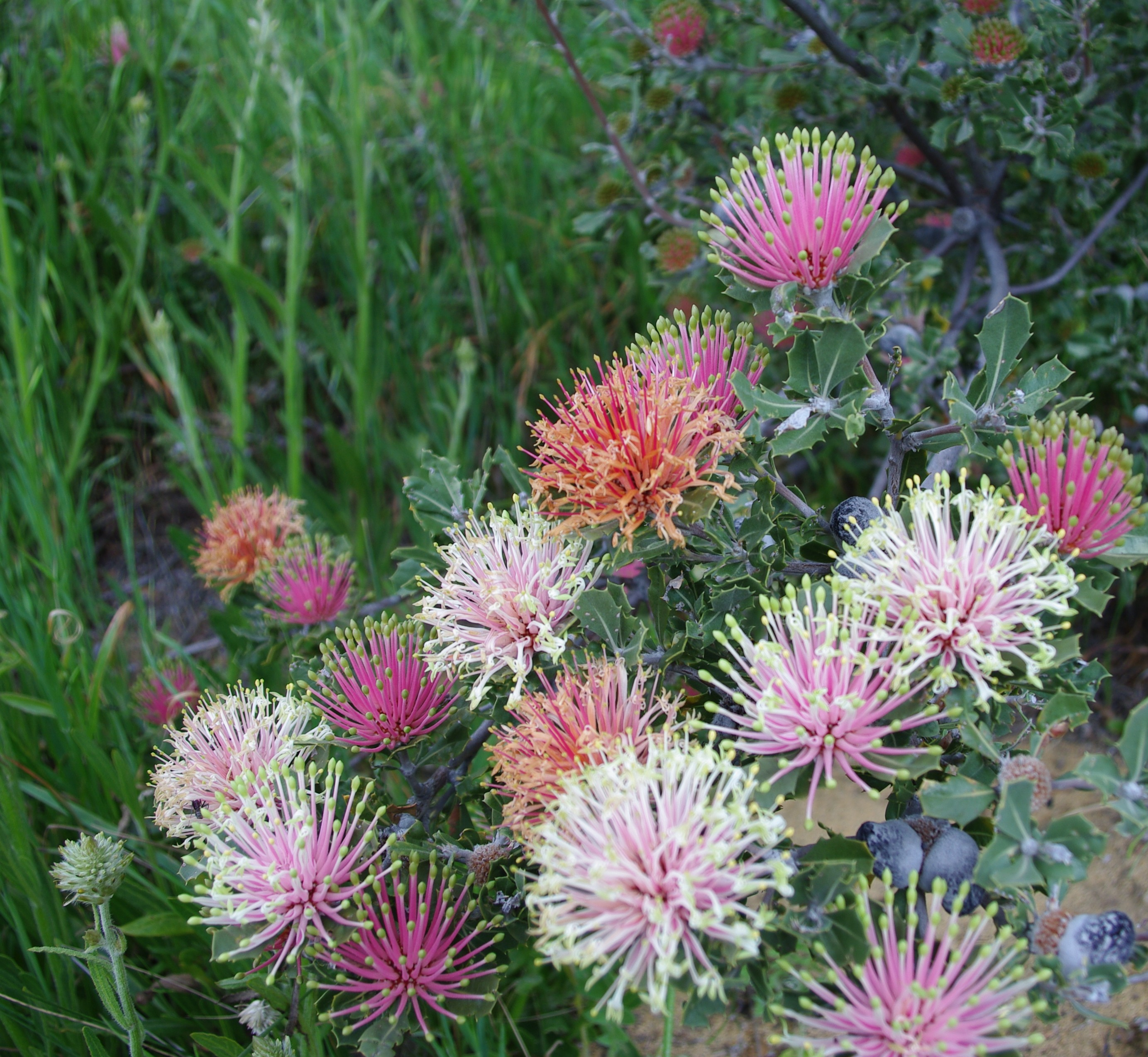
Flores

## Distribución
Endémica del suroeste de Australia Occidental, pertenece al subgénero Banksia subg. Isostylis, uno de los tres subgéneros estrechamente relacionados con las especies de Banksia con inflorescencias o racimos de flores que se encuentran en forma de cúpula. Es un arbusto o árbol pequeño de hasta 5 m (16 pies) de altura, tiene hojas espinosas y flores de color rosa y crema. El nombre común Matchstick Banksia surge de las floraciones de brotación tardía, los brotes individuales a los que se asemejan a palillos. La especie es polinizada por  los melifágidos.
Aunque B. cuneata se recogió antes de 1880, no fue sino hasta 1981 que el botánico australiano Alex George las describió formalmente y les asignó su especie. Hay dos grupos de población genéticamente distintos, pero hay muchas variedades reconocidas. Esta Banksia se clasifica como en peligro, sobreviviendo en los fragmentos de vegetación primaria remanente en una región que ha sido utilizada casi totalmente para la agricultura. Dado que la Banksia cuneata es matada por el fuego y se regenera a partir de semillas, es altamente sensible a los incendios forestales recurrentes ya que dentro de cuatro años se podría acabar con las poblaciones de plantas que aún no son lo suficientemente maduras como para producir semillas. La Banksia cuneata rara vez se cultiva, y su follaje espinoso limita su utilidad en la industria de la flor de ornamento.

## Taxonomía
Banksia cuneata fue descrita por Alexander Segger George y publicado en Nuytsia 3(3): 457–460, f. 110 & 111. 1981.
Etimología
Banksia: nombre genérico que fue otorgado en honor del botánico inglés Sir Joseph Banks, quién colectó el primer espécimen de Banksia en 1770, durante la primera expedición de James Cook.
cuneata: epíteto latíno que significa "con forma de cuña".